# Bastian Buus
Bastian Buus (Kolding, 20 juni 2003) is een Deens autocoureur. In 2023 werd hij kampioen in de Porsche Supercup.

## Carrière

### Vroege carrière
Buus begon zijn autosportcarrière in het karting in 2013. In 2015 werd hij tweede in de Cadet Junior-klasse van het Deens kampioenschap. Ook nam hij deel aan diverse WSK-evenementen, waaronder de WSK Super Master Series, de WSK Final Cup en de WSK Open Series. In 2017 werd hij negende in de OK-Junior-klasse van de WSK Final Cup. In 2018 kwam hij, naast zijn verplichtingen in de karts, uit in de Aquila Synergy Cup. Hij behaalde negen overwinningen en veertien podiumplaatsen in de vijftien races waar hij aan deelnam, waardoor hij met 450 punten tweede in de eindstand werd.

### GT4 European Series
In 2020 maakte Buus de overstap naar de GT4-racerij, waar hij in de Pro-Am-klasse van de GT4 European Series bij het team Allied Racing de auto met Jan Kasperlik deelde. In twaalf races behaalde hij acht zeges en negen podiumplaatsen, waardoor hij met 240 punten kampioen in de klasse werd. Dat jaar reed hij ook in het voorlaatste raceweekend van de DTM Trophy op het Circuit Zolder als vervanger van Felix Hirsiger, waarin hij de races als zesde en achtste eindigde.
In 2021 reed Buus in de laatste ronde van de GT4 European Series bij Allied Racing in de Silver-klasse als teamgenoot van Joel Sturm. Op het Circuit de Barcelona-Catalunya wist hij een van de twee races te winnen.

### Porsche-racerij

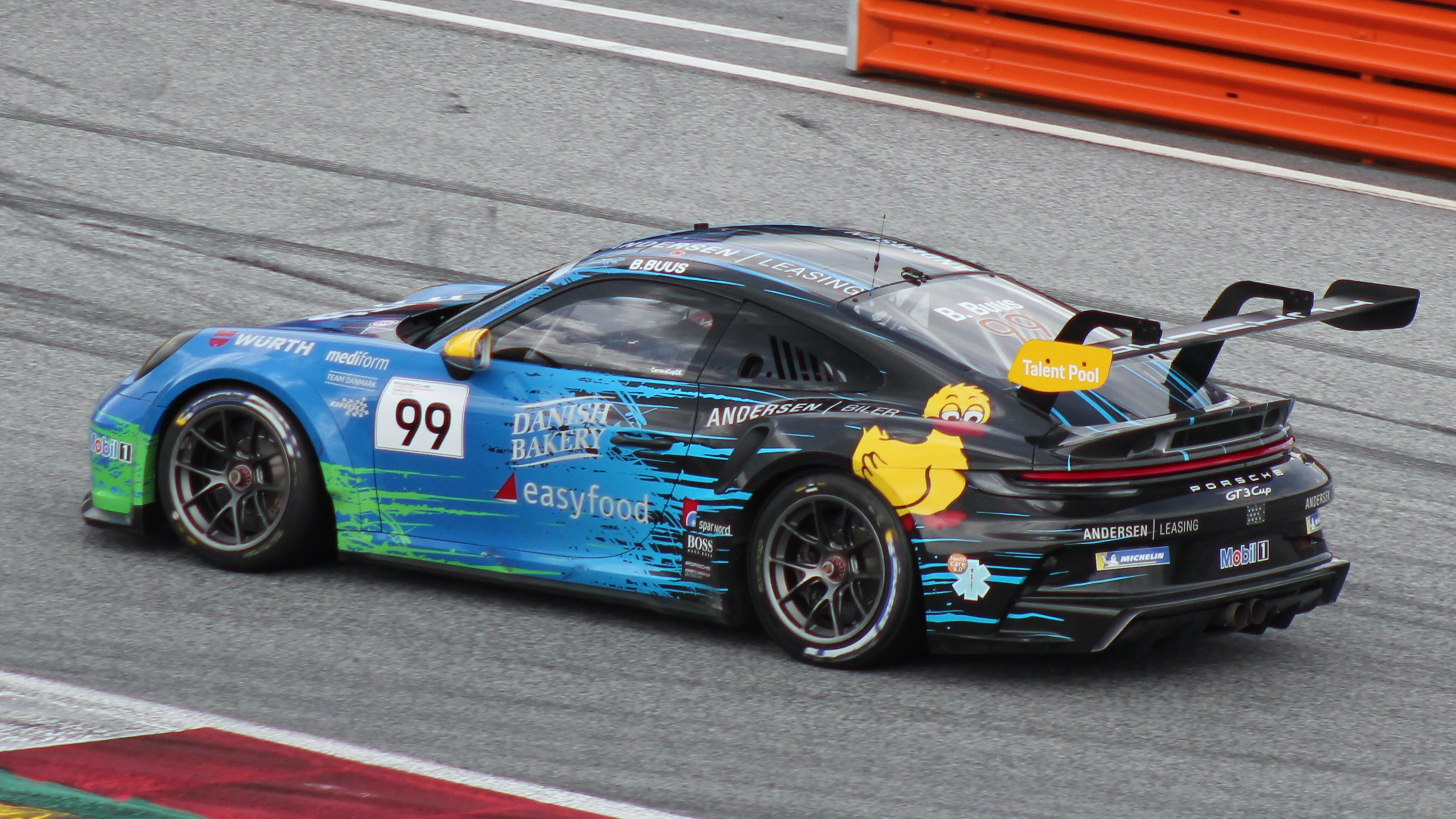
Bastian Buus op de Red Bull Ring in 2021.

In 2020 debuteerde Buus in de Duitse Porsche Carrera Cup als gastcoureur in het laatste raceweekend op de Motorsport Arena Oschersleben. In 2021 reed hij een volledig seizoen in de klasse bij Allied Racing. Hij behaalde twee podiumplaatsen op het Autodromo Nazionale Monza en de Hockenheimring Baden-Württemberg en werd zo met 120 punten zevende in de eindstand. Ook kwam hij in aanmerking voor het rookiekampioenschap, waarin hij zes overwinningen behaalde en achter Loek Hartog tweede werd.
In 2022 bleef Buus actief in de Duitse Porsche Carrera Cup bij Allied. Hij behaalde zijn eerste overwinning op het Autodromo Internazionale Enzo e Dino Ferrari en stond in totaal acht keer op het podium. Met 236 punten werd hij vierde in de eindstand. Ook kwam hij uit in de Franse Porsche Carrera Cup, waar hij met 137 punten vierde in de eindstand werd en de rookietitel behaalde. Tevens reed hij in de Porsche Supercup bij het team BWT Lechner Racing, waar hij twee races op het Circuit Paul Ricard en het Autodromo Nazionale Monza won en tevens op de Red Bull Ring op het podium eindigde. Met 120 punten werd hij achter Dylan Pereira, Larry ten Voorde en Laurin Heinrich vierde in de eindstand. Ook hier werd hij de rookiekampioen.
In 2023 won Buus in de Duitse Porsche Carrera Cup drie races op de Lausitzring, de Sachsenring en de Red Bull Ring, waardoor hij met 239 punten achter Ten Voorde en Hartog derde werd. In de Porsche Supercup won hij eenmaal op de Red Bull Ring en stond hij ook op het Circuit de Monaco, de Hungaroring, het Circuit de Spa-Francorchamps en het Circuit Zandvoort op het podium. Met 122 punten werd hij kampioen in de klasse.

### GT-racerij
In 2021 maakte Buus zijn debuut in de Silver-klasse van de GT World Challenge Europe Endurance Cup bij Allied Racing, waar hij drie races reed. Zijn beste race-uitslag was dat jaar een negende plaats in de 24 uur van Spa-Francorchamps.
In de winter van 2023 op 2024 reed Buus in de GT-klasse van de Asian Le Mans Series voor Earl Bamber Motorsport als teamgenoot van Tanart Sathienthirakul en Setiawan Santoso, waarin een elfde plaats in de seizoensopener op het Sepang International Circuit zijn beste race-uitslag was.

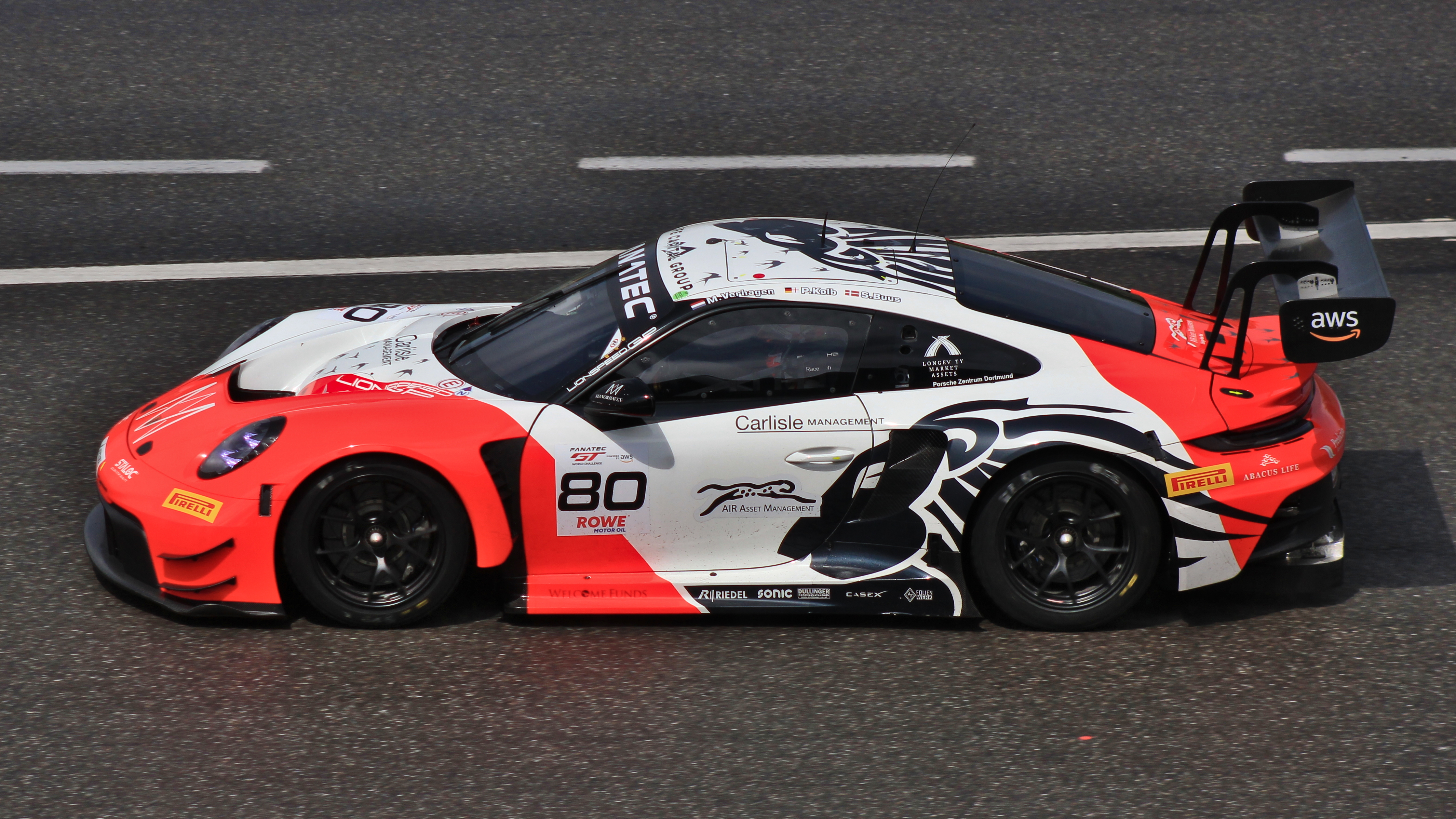
Bastian Buus op de Nürburgring in 2024.

In 2024 keerde Buus terug in de GT World Challenge Endurance Cup, waar hij voor Lionspeed GP in de Bronze-klasse reed. Hij behaalde een podiumplaats op de Nürburgring en werd met 20 punten negentiende in de eindstand. Ook reed hij dat jaar een aantal races in de Intercontinental GT Challenge, de GT World Challenge Asia en de GT World Challenge America, waar hij op het Mount Panorama Circuit een podiumplaats behaalde.

### DTM
In 2025 maakt Buus zijn debuut in de DTM, waar hij terugkeert bij zijn oude team Allied Racing.